# Alchemilla rubristipula
Alchemilla rubristipula är en rosväxtart som beskrevs av Robert Buser. Alchemilla rubristipula ingår i släktet daggkåpor, och familjen rosväxter. Inga underarter finns listade i Catalogue of Life.